# Cneu Cornélio Cosso (cônsul em 409 a.C.)
Cneu Cornélio Cosso (em latim: Gnaeus Cornelius Cossus) foi um político da gente Cornélia nos primeiros anos da República Romana eleito cônsul em 409 a.C. com Lúcio Fúrio Medulino. Foi também tribuno consular em 414 a.C..

## Primeiro tribunato consular (414 a.C.)
Cneu Cornélio foi eleito tribuno consular em 414 a.C. com Quinto Fábio Vibulano Ambusto, Lúcio Valério Potito e Marco Postúmio Regilense.
Neste ano, Bolas, capturada no ano anterior pelos romanos, que discutiam criar ali uma colônia romana, foi reconquistada e refortificada pelos équos. O Senado decide então confiar a campanha aos cuidados de Marco Postúmio. Ele conduziu o exército à vitória, mas criou inimizades com seus próprios soldados ao descumprir a promessa de dividir com eles o butim da guerra. Reconvocado a Roma, durante uma inflamada discussão na assembleia com os tribunos da plebe, especialmente Marco Sêxtio, que ameaça reapresentar a proposta de divisão agrária de Bola do tribuno Lúcio Décio, que havia sido bloqueada no ano anterior, Marco Postúmio, apoiado pelos patrícios, se opõe e ameaça dizimar seu exército.
Quando a notícia chegou ao acampamento militar do que se passava em Roma, os soldados se levantaram em revolta. Marco Postúmio lidou com a situação com dureza excessiva, tanta que, quando novos tumultos irromperam por causa de sua decisão de condenar alguns soldados à morte, foi capturado juntamente com seu questor, Públio Sêxtio, e apedrejado por seus próprios soldados.
Os tribunos da plebe impediram que os tribunos consulares abrissem um inquérito sobre o ocorrido.

## Consulado (409 a.C.)
Em 409 a.C., foi eleito cônsul juntamente com Lúcio Fúrio Medulino, já em seu segundo mandato. Graças ao ativismo dos tribunos da plebe da família Icília, pela primeira vez na história da República Romana foram eleitos três questores plebeus: Quinto Sílio, Públio Élio e Caio Pápio.
Revigorados pelo sucesso, os tribunos se opuseram mais uma vez ao alistamento, necessário para responder adequadamente aos raides de équos e volscos no território dos aliados latinos e hérnicos, esperando conseguir mais concessões. No final, chegou-se a um acordo pelo qual no ano seguinte seriam eleitos tribunos consulares, cujos candidatos podiam ser plebeus, mas o Senado conseguiu impedir a participação de qualquer representante dos Icílios.
Organizado o exército, os cônsules marcharam para Carvento, que havia sido conquistada por volscos e équos, sem, porém, conseguir recapturá-la. Mas conquistaram Verrugine, no território dos volscos.